# Fântânele (gmina w okręgu Marusza)
Fântânele – gmina w Rumunii, w okręgu Marusza. Obejmuje miejscowości Bordoșiu, Călimănești, Cibu, Fântânele, Roua i Viforoasa. W 2011 roku liczyła 4693 mieszkańców.